# Новый Починок (Тверская область)
Новый Починок — деревня в Рамешковском районе Тверской области.

## География
Находится в восточной части Тверской области на расстоянии приблизительно 36 км на восток-юго-восток по прямой от районного центра поселка Рамешки.

## История
В 1859 году в русской казенной деревне Новый Починок 9 дворов, в 1887 — 17. В советское время работали колхозы «Заря рассвета» и «Ильич». В 2001 году в деревне 10 домов местных жителей и 8 домов — собственность наследников и дачников. До 2021 входила в сельское поселение Ильгощи Рамешковского района до их упразднения.

## Население
Численность населения: 78 человека (1858 год), 93 (1887), 25 (1989), 5 (русские 100 %) в 2002 году, 20 в 2010.